# Lumberjack Steam Train
| Ein Zug an der Haltestelle Wisconsin Forestry Museum |                      |                                                      |                                                      |
| Streckenlänge: | 2,3 km               |                                                      |                                                      |
| Spurweite: | 1435 mm (Normalspur) |                                                      |                                                      |
| Maximale Neigung: | 2,6 ‰                |                                                      |                                                      |
| |                      |                                                      |                                                      |
| \| \| \| Laona and Northern Railway von Laona Junction \| \| \| \| 2,3 \| Wisconsin Forestry Museum, Camp 5 \| 484 m ü. M. \| \| \| \| \| \| \| \| \| \| \| \| \| \| Connor Farm Road \| \| \| \| \| Rat River (8 m) \| \| \| \| \| Scattered Lake Road \| \| \| \| \| Abzweigung Connor Forest Industries \| \| \| \| \| ehem. Streckenführung der Laona and Northern Railway \| \| \| \| 0,0 \| Laona (Wisconsin) Lokschuppen \| 478 m ü. M. \| \| \| \| \| \| \| Quellen: [1] \| \| \| \| |                      |                                                      |                                                      |
| Strecke (außer Betrieb) |                      | Laona and Northern Railway von Laona Junction        | Laona and Northern Railway von Laona Junction        |
| Haltepunkt / Haltestelle Strecke bis hier außer Betrieb | 2,3                  | Wisconsin Forestry Museum, Camp 5                    | 484 m ü. M.                                          |
| Bahnübergang |                      |                                                      |                                                      |
| Bahnübergang |                      |                                                      |                                                      |
| Bahnübergang |                      | Connor Farm Road                                     | Connor Farm Road                                     |
| Brücke über Wasserlauf |                      | Rat River (8 m)                                      | Rat River (8 m)                                      |
| Bahnübergang |                      | Scattered Lake Road                                  | Scattered Lake Road                                  |
| Abzweig geradeaus und ehemals nach links |                      | Abzweigung Connor Forest Industries                  | Abzweigung Connor Forest Industries                  |
| Abzweig geradeaus und ehemals nach links |                      | ehem. Streckenführung der Laona and Northern Railway | ehem. Streckenführung der Laona and Northern Railway |
| Kopfbahnhof Streckenende | 0,0                  | Laona (Wisconsin) Lokschuppen                        | 478 m ü. M.                                          |
| |                      |                                                      |                                                      |
| Quellen: |                      |                                                      |                                                      |

Der Lumberjack Steam Train ist ein Museumszug, der auf 2,3 Kilometern Strecke der ehemaligen Laona and Northern Railway verkehrt. Der Zug verkehrt zwischen Laona im US-Bundesstaat Wisconsin und dem Gelände des Wisconsin Forestry Museum, Camp 5. Betrieben wird der Zug von der gemeinnützigen Camp Five Museum Foundation, Inc.

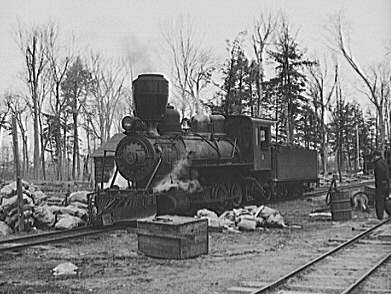
Lokomotive im Holzfällercamp um 1937

## Geschichte
In den späten 1890er Jahren wurde das „Holzfällercamp Five“ im Norden von Wisconsin gegründet. Nachdem Eisenbahnen für den Holzeinschlag gebaut wurden, entstanden die Camps mit fortlaufender Nummer. Im Jahr 1914 wurde das „Camp Five“ der lokalen Holzfirma „Farm Raising Meat, Produce, and Draught Horses“, die firmeneigene Stadt Laona und weitere Holzfällercamps gegründet. Im Jahr 1969 wurde von Gordon R. Connor und Mary Roddis Connor die Camp Five Museum Foundation, Inc. gegründet. Anlass war die 200-Jahr-Feier der Vereinigten Staaten. 2004 wurde eine Vulcan-Dampflokomotive der Bauart 1’C1’ von 1916 restauriert und mehrere historische Reisezugwagen erworben.
Der Zug bestehen aus der Dampflokomotive Nr. 4, zwei geschlossenen und einem offenen Personenwagen, sowie drei Begleitwagen. Der Lumberjack Steam Train startet am Bahnhof Laona aus den 1880er Jahren, er war zuvor Eigentum der Soo Line Railroad und verfügt über eine historische Bahnhofsuhr, eine frühe Schreibmaschine und einen antiken Fass-Ofen. Der Zug fährt dann entlang des Scattered Rice Lake zum Wisconsin Forestry Museum, Camp 5. Das Museum besteht aus historischen Gebäuden der „Lumber Company Farm“, dem Holzfällermuseum, einem alten Schweinestall, einer Schmiede und einem alten Schlachthaus. In der Nähe befindet sich das ehemalige Unterkunftshaus der Waldarbeiter, mehrere historische Scheunen und das „Woods Boss's House“ (Leitung des Holzeinschlags). Ferner gibt es vor Ort auch ein Geschäft und ein Restaurant.

## Fahrzeuge
Die 1916 erbaute Dampflokomotive Nr. 4 ist die einzige einsatzfähige Lokomotive der Museumsbahn. Sie besitzt die Achsfolge 1’C1’ („Prairie“). Im Jahr 2004 wurde sie vollständig zerlegt und restauriert.
| Dampflokomotive       |                                  |           |                    | |  |
| 4                     | Vulcan Iron Works                | 1916      | 2-6-2 Pairie 1’C1’ | Ehem. Fairchild and North-Eastern Railway Nr. 12, wurde 1920 an die Wisconsin Central Railway vermietet, 1926 von der Laona and Northern Railway erworben |  |
| Personenwagen         |                                  |           |                    | |  |
| 301 „Rat River“       |                                  |           | 4-achsig           | Ehem. Laona and Northern Railway |  |
| 302 „Hamilton Roddis“ | American Car and Foundry Company | 1923      | 4-achsig           | Ehem. Soo Line Railroad |  |
| „Otter Creek“         | Barney and Smith Car Company     | 1911      | 4-achsig           | Ehem. Soo Line Railroad, 1941 restauriert |  |
| Aussichtswagen        | Haskel und Barker                | Juli 1920 | 4-achsig           | Ehem. Güterwagen der Laona and Northern Railway, wurde 2008 zum Aussichtswagen umgebaut                                                                   |  |
| Caboose C403 Camp 5   |                                  |           | 4-achsig           | Ehem. Soo Line Railroad Nr. 147 |  |
| Caboose C402 Camp 7   |                                  |           | 4-achsig           | Ehem. Duluth, Missabe and Iron Range Railway Nr. 589, erworben 1965                                                                                       |  |
| Caboose C401 Camp 8   |                                  |           | 4-achsig           | Ehem. Duluth, Missabe and Iron Range Railway, erworben 1966                                                                                               |  |
| [ 4 ]                 |                                  |           |                    | |  |

## Wisconsin Forestry Museum
Zielsetzung der Museum Foundation ist die Darstellung des Holzeinschlags in Wisconsin sowie die Anleitung zur nachhaltiger Waldbewirtschaftung und die Bewahrung der Natur und Umwelt. Das ehemalige Holzfällercamp 5 wurde 1996 zum Wisconsin Forestry Museum umgestaltet und im National Register of Historic Places aufgenommen.
Auszeichnungen
- 1970 Wisconsin State Historical Society Award of Merit – Verdienstpreis um den Wald
- 1975 Arbor Day Foundation National Award in Education – für die Green Treasure Forest Tour (geführte Tour durch den naturbelassenen Wald)
- 1978 Forest History Association of Wisconsin Award – Preis für die Walderhaltung
- 1987 Presidential Environmental Youth Award – ein Ökologieprogramm für Pfadfinder.